# Passagem Franca
Passagem Franca is een gemeente in de Braziliaanse deelstaat Maranhão. De gemeente telt 17.898 inwoners (schatting 2009).
De gemeente grenst aan Buriti Bravo, Lagoa do Mato, São João dos Patos en Colinas.